# می‌ایر

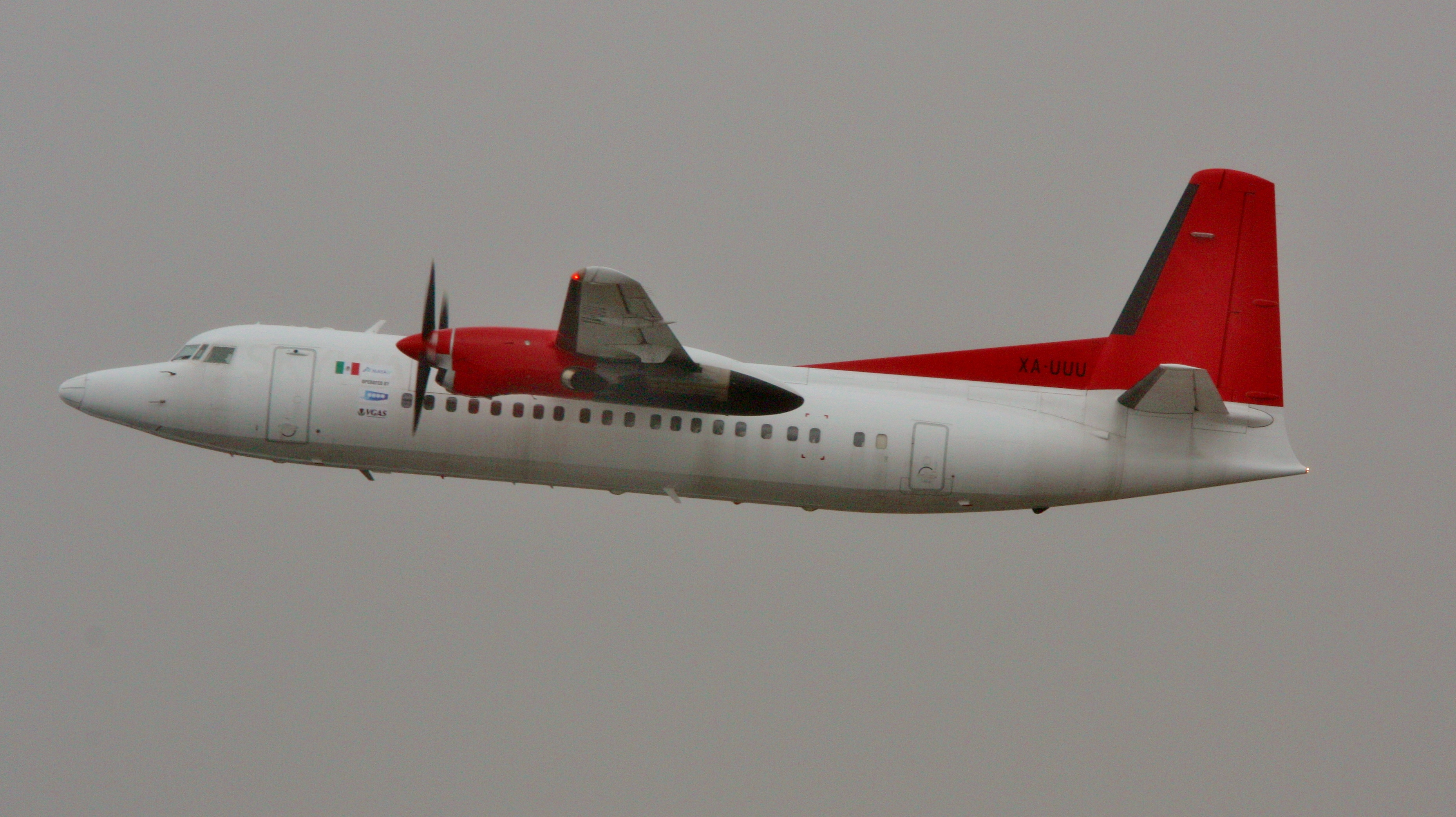

می‌ایر (به انگلیسی: MAYAir) یک شرکت هواپیمایی با کد یاتا 7M است که در ۱۹۹۴ میلادی تأسیس شده‌است. دفتر مرکزی می‌ایر در کانکون، مکزیک واقع شده‌است و قطب این شرکت هواپیمایی در فرودگاه بین‌المللی کانکون، کینتانا رو قرار دارد.